# أمبروجيو لورنزيتي
أمبروجيو لورنزيتي (بالإنجليزية: Ambrogio Lorenzetti) أو أمبروجيو لوراتي (بالإنجليزية: Ambruogio Laurati). رسامٌ إيطالي، عمل في مدرسة (Sienese School)، من أشهر أعماله الفنية سلسلة الرسوم: «الحكاية الرمزية للحكومة الجيدة والحكومة السيئة» (بالإنجليزية: The Allegory of Good and Bad Government)، وقد كان يعمل مع شقيقه الأكبر الرسام بيترو لورينزيتي. يُعتقد أنه توفي بسبب الطاعون الدبلي عام 1348م.

## سيرة ذاتية
تأثر لورنزيتي بشدة بكل من الفن البيزنطي وأشكال الفن الكلاسيكي ، واستخدمها لخلق أسلوب فريد وفريد للرسم. كان عمله أصليًا بشكل استثنائي. كانت الفردية في هذا الوقت غير عادية بسبب تأثير المحسوبية على الفن. نظرًا لأن اللوحات كانت مطلوبة في كثير من الأحيان ، فقد كان نادرًا ما تُرى الفردية في الفن. من المعروف أن لورنزيتي انخرط في أنشطة فنية كان يُعتقد أن أصولها تعود إلى عصر النهضة، مثل تجربة المنظور وعلم الفراس ، ودراسة العصور القديمة الكلاسيكية. تظهر مجموعة أعماله بوضوح الابتكار الذي اختار الفنانون اللاحقون تقليده.

## أعماله

### البشارة (Annunciation)؛ 1344
تحكي قصة تلقي مريم العذراء الأخبار من الملاك عن مجيء الطفل يسوع، تحتوي على أول استخدام لمنظور خطي واضح. على الرغم من أنها ليست مثالية، والخلفية الذهبية التقليدية في الوقت الحالي تعطي شعورًا مسطحًا، إلا أن الأقطار التي تم إنشاؤها على الأرض تخلق العمق.[بحاجة لمصدر]

### مادونا والطفل (Madonna and Child)؛ 1319
مادونا هي تجسيد صوري لمريم العذراء. في مادونا والطفل، هناك دين واضح للفن البيزنطي. لوحظت صورة مادونا لواجهتها، وهي سمة نموذجية للفن البيزنطي. تواجه مادونا المشاهد، بينما ينظر الطفل إليها. في مادونا والطفل لورنزيتي، فإن مريم العذراء تخفي مستوى خفي من المشاعر عندما تواجه المشاهد. يمكن أن يعزى هذا الاختلاف إلى رغبات المستفيد الأسلوبية لمادونا والطفل، أو يمكن أن يشير إلى تطور أسلوب لورنزيتي.

### الحكاية الرمزية للحكومة الجيدة والحكومة السيئة (The Allegory of Good and Bad Government)؛ 1338
هي رسمة جصية تتكون من ثلاثة لوحات جدارية، وهي تصور الحكومة الجيدة والحكومة السيئة وأثار كل منهما على الدولة والمدينة، تقع في إحدى قاعات القصر الشعببي (بالإيطالية: Palazzo Pubblico) بمدينة سيينا في إيطاليا.[بحاجة لمصدر]

### مايستا (Maestà)؛ 1335
في Maestà، استخدم أمبروجيو بادئات رمزية آثار الحكومة السيئة في المدينة. تشير العناصر المجازية إلى دانتي، مما يشير إلى الاهتمام بالأدب. بالإضافة إلى ذلك، قد يشير هذا إلى بدايات العامية في الأدب في هذا الوقت، اتبعت أمبروجيو التقاليد الفنية التي رسمها رسامون آخرون من سيينا مثل سيمون مارتيني لكنها أضافت مشهدًا مكثفًا لترابط الأمهات إلى مايستا، والذي كان غير معتاد في فن سيينا المعاصر. في اللوحة تنظر العذراء إلى طفلها بعاطفة شديدة وهو يمسك بفستانها ، ويعيد نظرها. من خلال تخصيص مريم العذراء بهذه الطريقة، جعلتها لورنزيتي تبدو أكثر إنسانية، وبالتالي خلق تأثير نفسي عميق على المشاهد. يسلط هذا الضوء على العلمانية المتزايدة في الفن في سيينا في ذلك الوقت ، والذي كان لورنزيتي مؤيدًا رئيسيًا له، من خلال تفرد أسلوبه في الرسم. حشد القديسين المصور مع العذراء هو تقليد فني بيزنطي، يستخدم للإشارة إلى تجمع الشهود. على هذا النحو، يمكن اعتبار فن لورنزيتي بمثابة انتقال بين أنماط الفن البيزنطية وعصر النهضة. يمكن رؤية اهتمام لورنزيتي في العصور القديمة الكلاسيكية بمايستا، يذكر النحات لورينزو غيبيرتي في مذكراته اهتمام لورنزيتي بتمثال عتيق تم اكتشافه أثناء التنقيب في سيينا في ذلك الوقت، المنسوب إلى النحات اليوناني ليسيبوس.

## معرض صور
- <big&amp;amp;gt;أعمال أمبروجيو لورنزيتي الفنية</big&amp;amp;gt;

<big&amp;gt;أعمال أمبروجيو لورنزيتي الفنية</big&amp;gt;
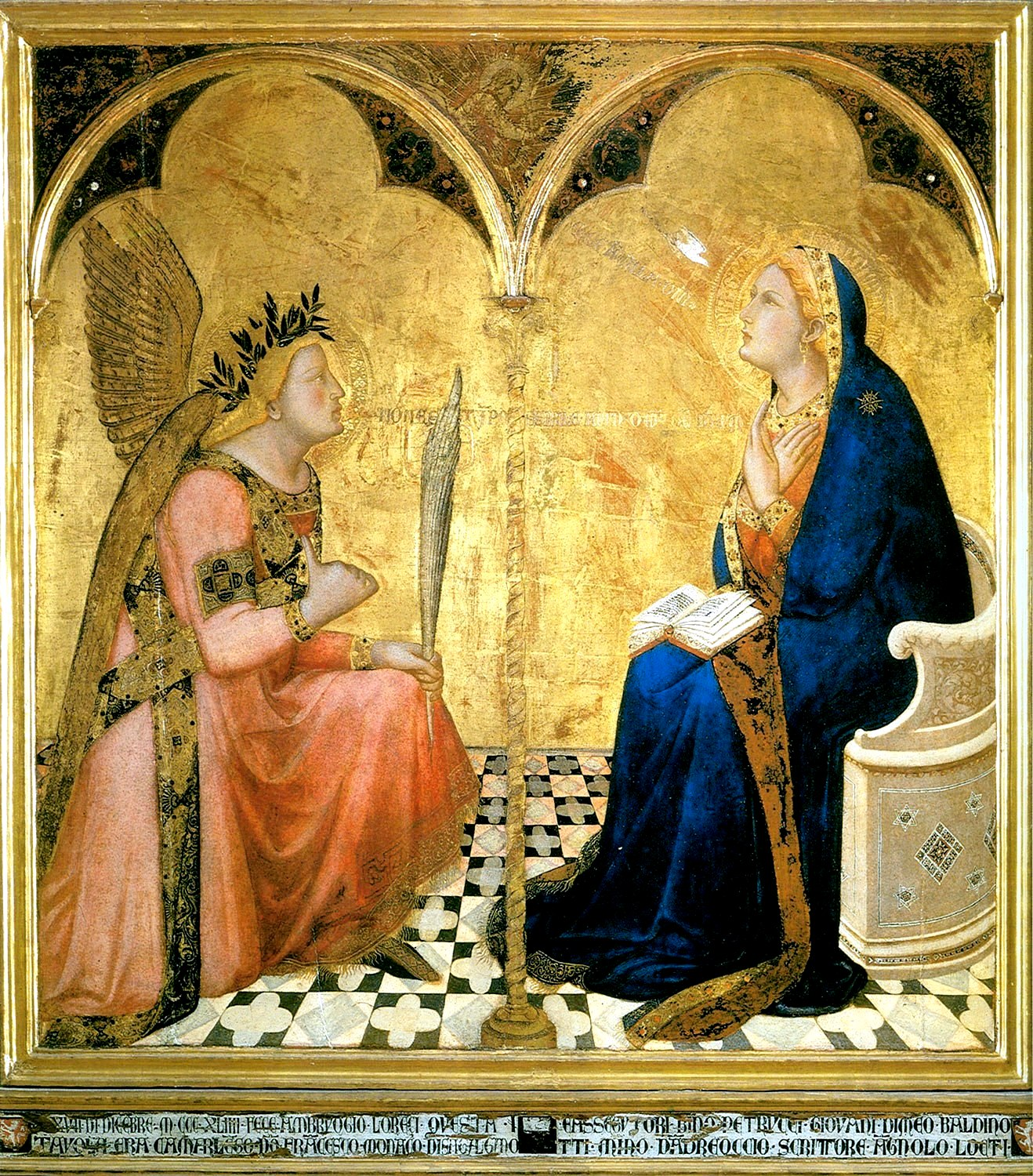
البشارة (Annunciation)؛ 1344
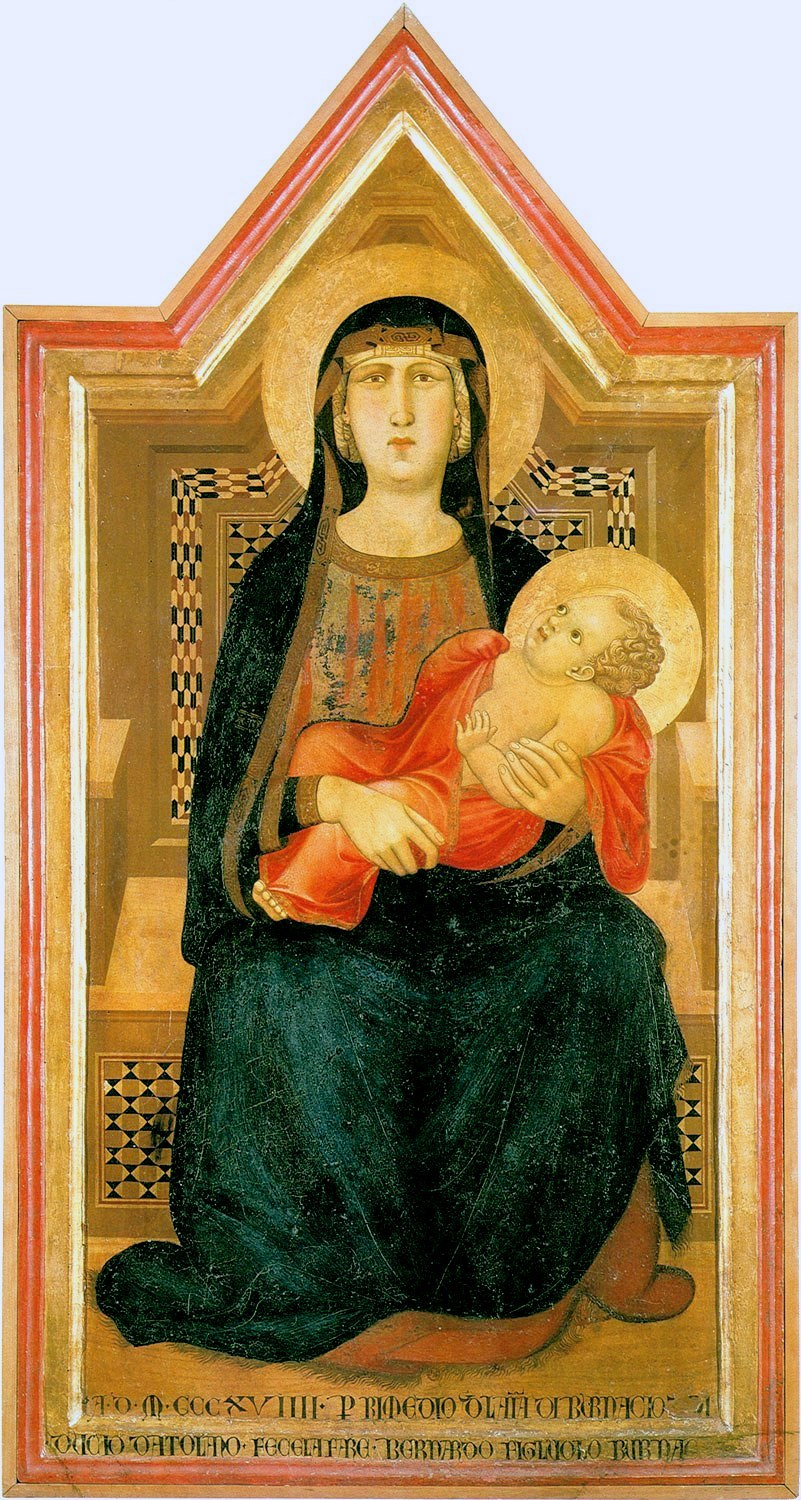
مادونا والطفل (Madonna and Child)؛ 1319
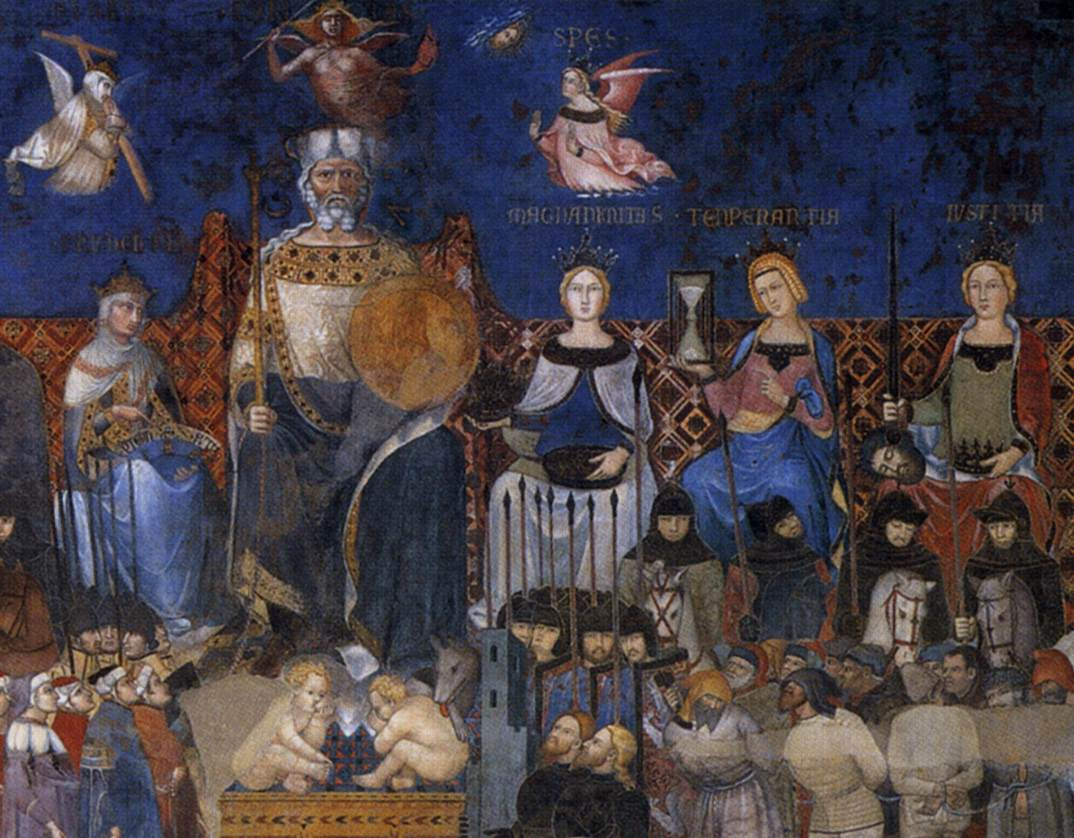
الحكاية الرمزية للحكومة الجيدة والحكومة السيئة (The Allegory of Good and Bad Government)؛ 1338 (الواجهة الأمامية)
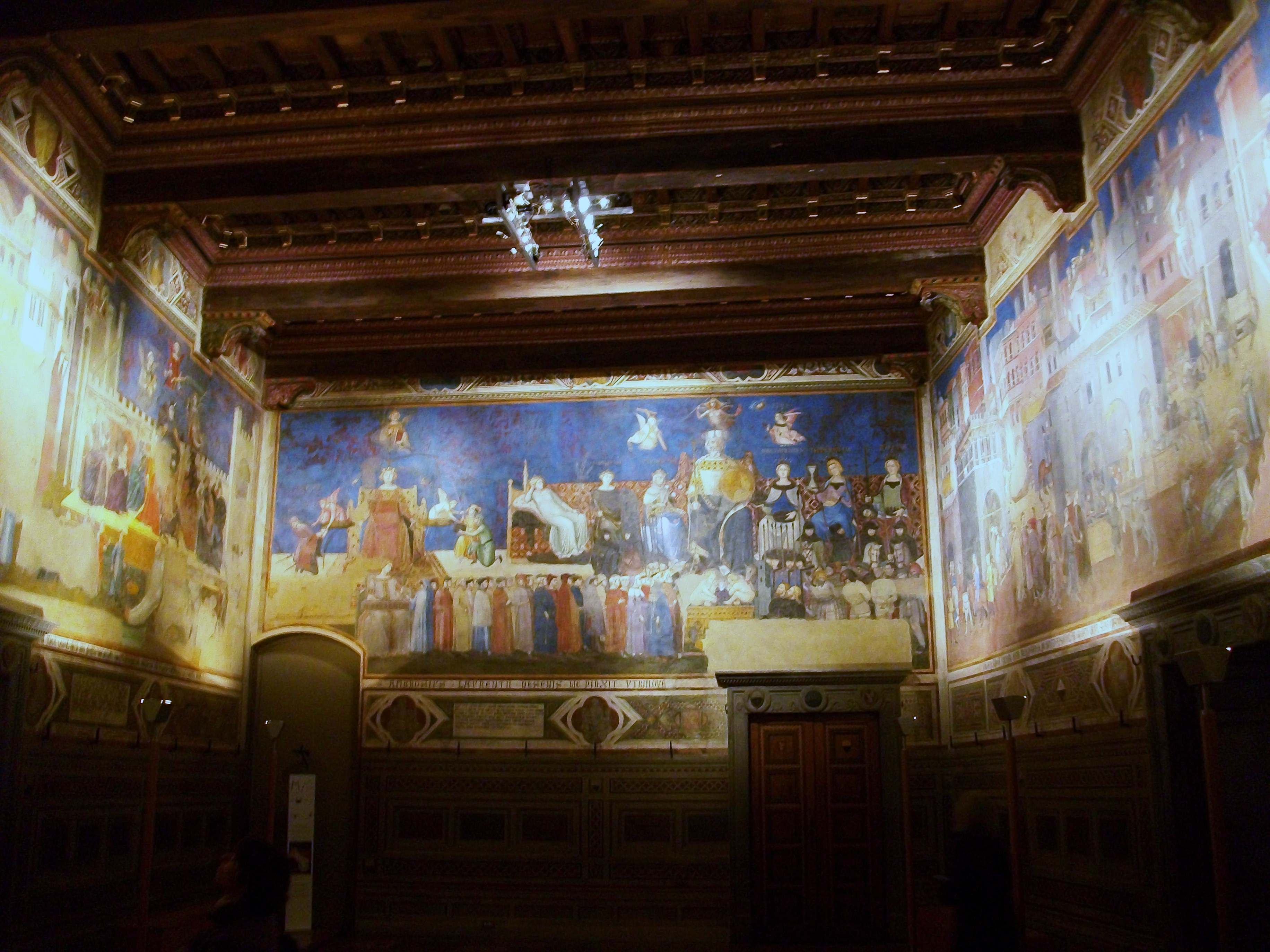
الرسمة بالكامل؛ (الجدار الأمامي والأيمن يمثل الحكومة الجيدة وآثارها) (والجدار الأيسر يمثل الحكومة السيئة وآثارها).
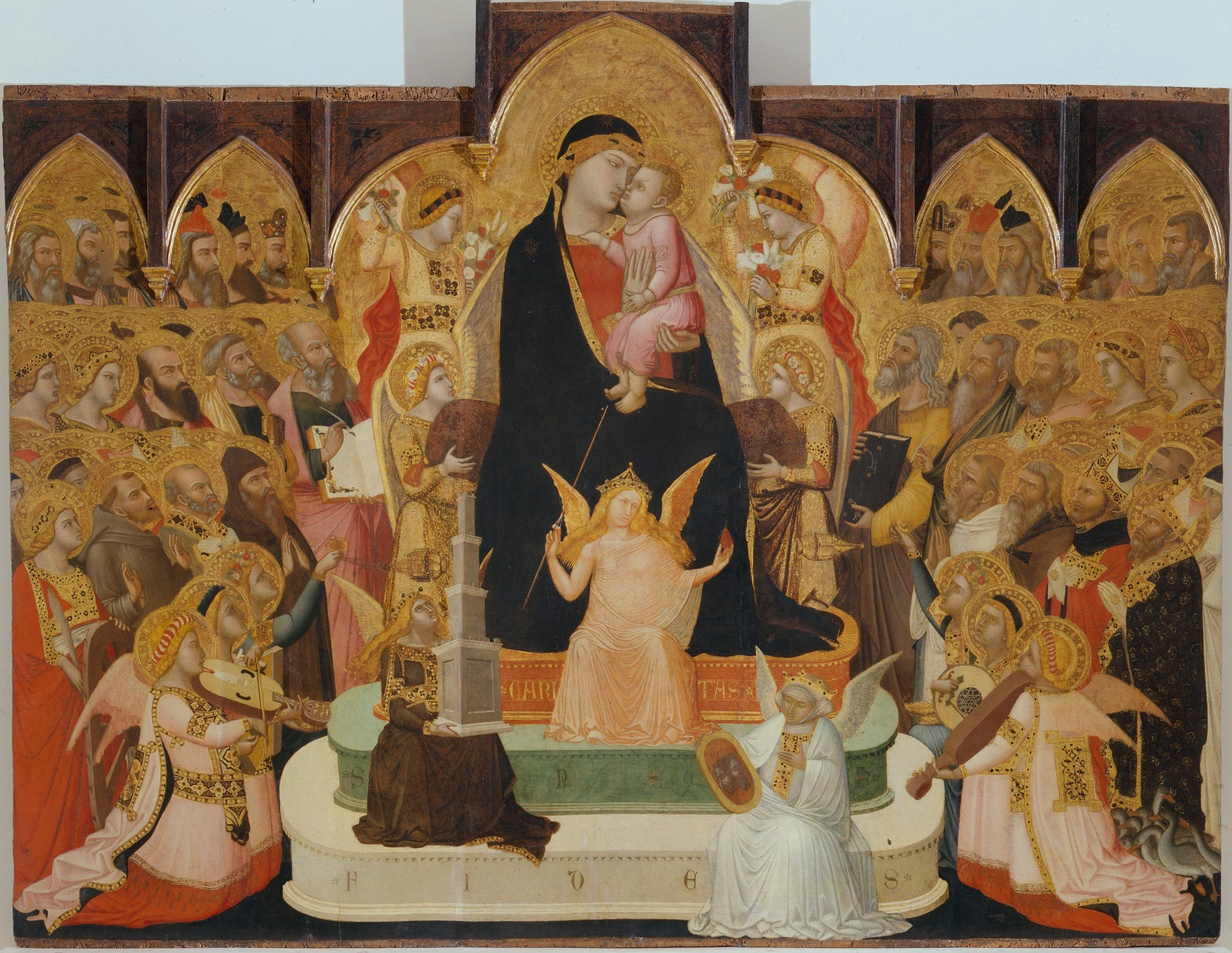
مايستا (maestà)؛ 1335

## روابط خارجية
- أمبروجيو لورنزيتي على موقع الموسوعة البريطانية (الإنجليزية)